# Lista najwyższych budynków w Nowym Orleanie
Nowy Orlean jest miastem na południu USA. Pierwszy budynek mający więcej niż 100 metrów wysokości powstał tutaj w roku 1969. Zapoczątkował tym samym erę budownictwa wysokościowców w tym mieście. Jak w większości miast amerykańskich, bardzo dużo budowało się tu w latach 70. i 80. Ostatni budynek znajdujący się wśród najwyższych w Nowym Orleanie powstał w roku 1987. Od tamtego czasu nie dzieje się tutaj zbyt wiele. Obecnie także nie trwa budowa żadnego obiektu który swoją wysokością przekraczałby chociaż 100 metrów. Żaden ze znajdujących się tu budynków nie figuruje ani na liście najwyższych w kraju, ani na świecie. Jeden tylko, przekracza 200 metrów wysokości. Jest to One Shell Square, który od czasu swego ukończenia w 1972 roku jest tu na pierwszym miejscu. Natomiast budynków wznoszących się na ponad 100 metrów jest w tym mieście obecnie ponad 20. 

## 10 najwyższych

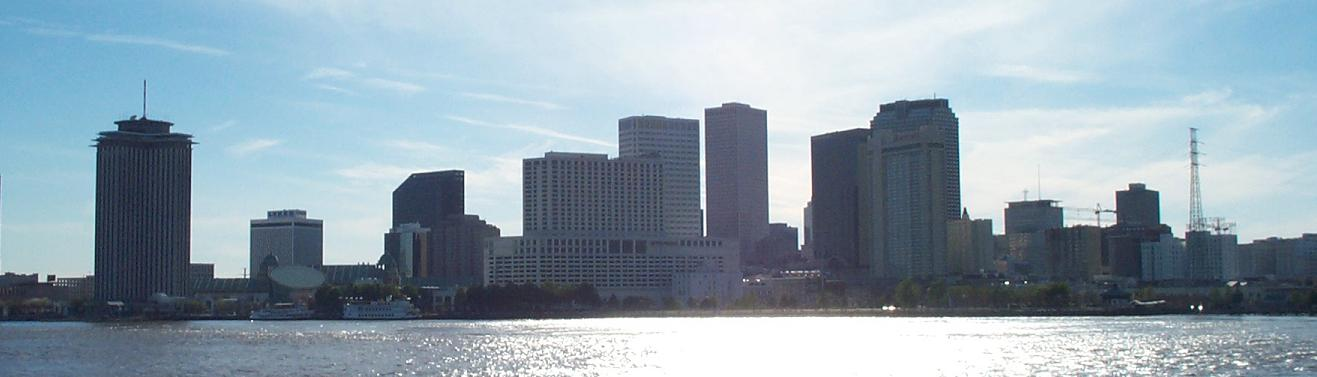
Panorama Nowego Orleanu

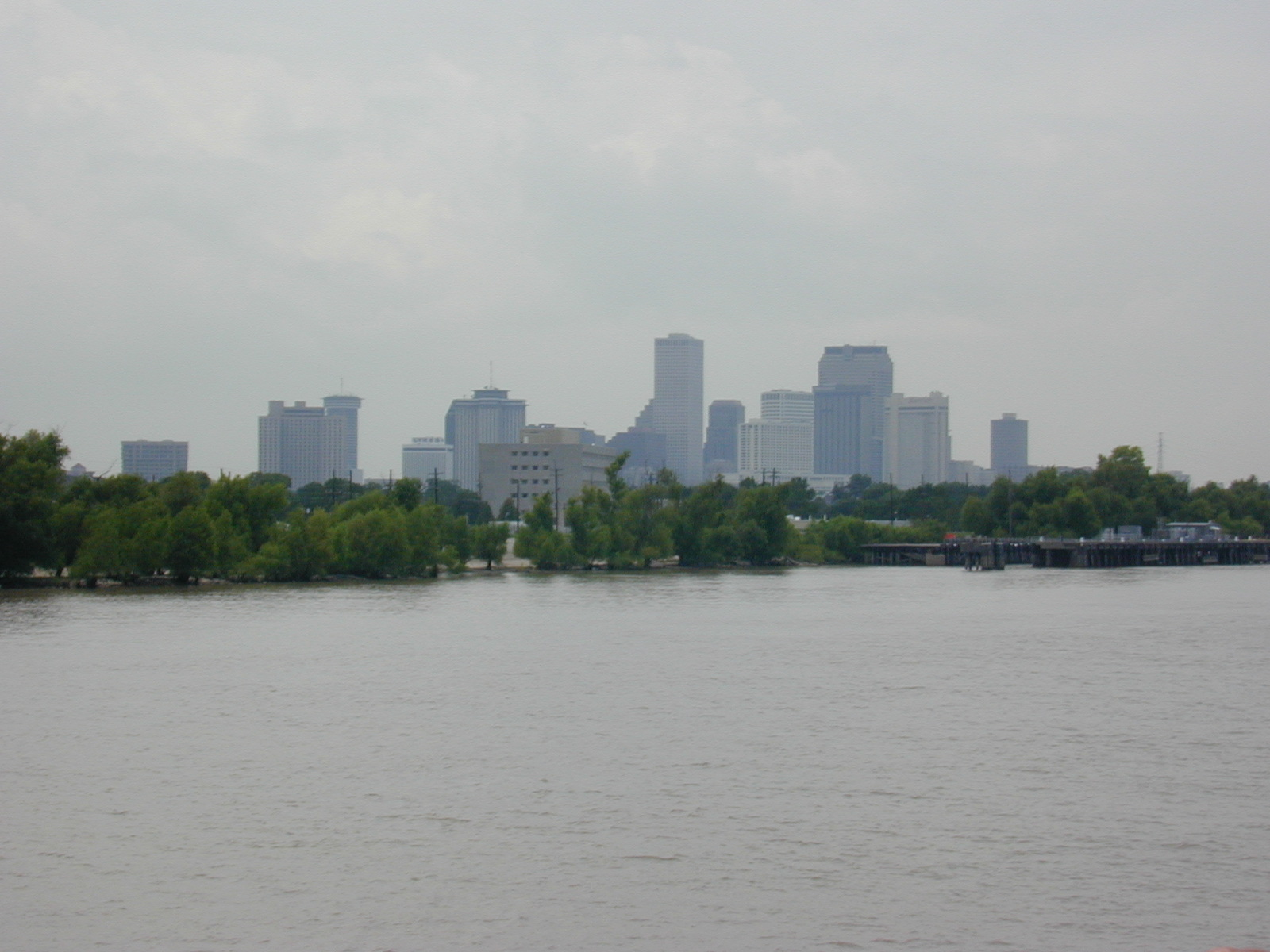
Panorama Nowego Orleanu

| Ranking | Budynek              | Wysokość strukturalna | Liczba pięter | Rok budowy |
| ------- | -------------------- | --------------------- | ------------- | ---------- |
| 1.      | One Shell Square     | 212 m                 | 51            | 1972       |
| 2.      | CapitalOne Tower     | 197 m                 | 53            | 1984       |
| 3.      | Plaza Tower          | 162 m                 | 45            | 1969       |
| 4.      | Energy Center        | 162 m                 | 39            | 1984       |
| 5.      | 909 Poydras Street   | 147 m                 | 36            | 1987       |
| 6.      | Sheraton New Orleans | 146 m                 | 48            | 1985       |
| 7.      | New Orleans Marriott | 137 m                 | 42            | 1972       |
| 8.      | Texaco Center        | 135 m                 | 32            | 1983       |
| 9.      | One Canal Place      | 134 m                 | 32            | 1979       |
| 10.     | 1010 Common          | 134 m                 | 31            | 1970       |